# Альберт, Стю
Стюарт Эдвард «Стю» Альберт (англ. Stewart Edward "Stew" Albert; род. 4 декабря 1939 — 30 января 2006) — один из первых йиппи, политический активист, выступавший против войны во Вьетнаме и важная фигура в движении новых левых 1960-х годов.

## Биография
Он родился в районе Шипсхед-Бэй в Бруклине, Нью-Йорк, в семье служащего. В юности он вел относительно обычную политическую жизнь, хотя и был среди тех, кто протестовал против казни Кэрил Чессман. Он окончил Университет Пейс, где специализировался в области политики и философии, и некоторое время работал в Департаменте социального обеспечения Нью-Йорка.
В 1965 году он уехал из Нью-Йорка в Сан-Франциско, где встретил поэта Аллена Гинзберга в книжном магазине City Lights. Через несколько дней он был волонтером в Комитете Дня Вьетнама в Беркли, Калифорния. Именно там он познакомился с Джерри Рубином и Эбби Хоффманом, с которыми стал одним из создателей Международной молодёжной партии или Йиппи. Там же он познакомился с Бобби Силом и другими членами Черных пантер и стал полноценным политическим активистом. Рубин однажды сказал, что Альберт был более эффективным педагогом, чем большинство профессоров, когда тот сидел за столом Комитета Дня Вьетнама, привлекая студентов.
Среди множества мероприятий, в которых он участвовал с йиппи, были разбрасывание денег с балкона Нью-Йоркской фондовой биржи, участие в походе на Пентагон и президентской кампании 1968 года поросёнка по имени Пигасус. Он был арестован во время беспорядков у здания Национального съезда демократической партии в 1968 году и был назван предполагаемым соучастником в деле «Чикагской семерки». Его жена, Джуди Гамбо Альберт, утверждала, согласно некрологу в New York Times, что это произошло потому, что он работал корреспондентом Berkeley Barb. Позже он тесно сотрудничал с андерграундной газетой Berkeley Tribe и жил в коммуне при газете, когда не путешествовал по политическим делам.
В 1970 году он баллотировался на пост шерифа округа Аламида, Калифорния, в отместку за то, что «мне опрыскали яйца горячими, болезненными химикатами в качестве меры по охране здоровья при поступлении в тюрьму". после ареста в 1969 году. Хотя он проиграл действующему шерифу Фрэнку Мэдигану, Альберт, по иронии судьбы, набрал 65 000 голосов в гонке с шерифом, который контролировал его предыдущее тюремное заключение во время протестов против призыва, организованных Комитетом Дня Вьетнама в центре Окленда.
После того, как Weather Underground помогли Тимоти Лири сбежать из калифорнийской тюрьмы, куда он был заключен за хранение ЛСД, Альберт помог организовать пребывание Лири с Элдриджем Кливером в Алжире. В 1971 году он был вызван в суд перед несколькими большими жюри, расследующими взрыв в Капитолии, организованный Weather Underground в марте 1971 года, а также заговор Piggy Bank Six с целью взорвать несколько отделений First National City Bank на Манхэттене в предыдущем году. Ему не было предъявлено обвинение ни в том, ни в другом случае. В начале 1970-х годов он и его жена подали в суд на ФБР за установку незаконной прослушки в его доме. Они выиграли, получив компенсацию на сумму 20 000 долларов, а в 1978 году два руководителя ФБР были уволены за это действие.
В 1984 году он и его жена переехали в Портленд, штат Орегон. Они совместно редактировали антологию «Документы шестидесятых: документы мятежного десятилетия», в которой были собраны материалы, связанные с Движением за гражданские права, Студентами за демократическое общество, антивоенным движением, контркультурой и женским движением.
Его мемуары «Кто, черт возьми, такой Стью Альберт?» были опубликованы издательством Red Hen Press в 2005 году. Он руководил Yippie Reading Room (Рус. Читальный зал йиппи), пока в 2006 году не умер от рака печени, вызванного гепатитом. За два дня до своей смерти он написал в своем блоге: «Моя политика не изменилась».